# Crowded
Crowded è una serie televisiva statunitense del 2016 di genere commedia creata da Suzanne Martin.

## Trama
Mike e Martina Moore, dopo tanti sacrifici, possono finalmente assaporare la loro libertà, ma le cose cambiano quando le loro due figlie, Stella e Shea, ormai grandi, tornano nella casa dei genitori inaspettatamente. Infatti le due non sanno cosa fare dopo il college e vogliono prendersi una pausa, per riflettere, dai genitori. Le cose si complicano quando anche i suoceri di Mike a Martina si trasferiscono da loro.

## Personaggi e interpreti

### Principali
- Mike Moore, interpretato da Patrick Warburton. Marito di Martina e padre di Stella e Shea. Di mestiere è un pilota di elicotteri.
- Martina Moore, interpretata da Carrie Preston. È la moglie di Mike e madre di Stella e Shea. Di mestiere è una psicologa.
- Stella Moore, interpretata da Mia Serafino. È la prima figlia di Mike e Martina. Studia arti teatrali e non ha idea di cosa vorrà fare da grande.
- Shea Moore, interpretata da Miranda Cosgrove. È la seconda figlia di Mike e Martina. È laureata in astrofisica.
- Bob Moore, interpretato da Stacy Keach. È il padre di Mike e nonno di Stella e Shea. È un poliziotto andato in pensione.
- Alice Moore, interpretata da Carlease Burke. È la seconda moglie di Bob e matrigna di Mike.

### Ricorrenti
- Ethan, interpretato da Clifford McGhee. È il figlio di Alice e fratellastro di Mike. Era un golfista di successo ma, dopo aver perso la sua fortuna, decide di trasferirsi dai Moore.

## Episodi
| Stagione       | Episodi | Prima TV USA | Prima TV Italia |
| -------------- | ------- | ------------ | --------------- |
| Prima stagione | 13      | 2016         | 2018            |

## Produzione
Il 24 novembre 2015 James Burrows dirige l'episodio pilota e subito dopo la serie viene ordinata per 13 episodi.
Il 13 maggio 2016 la NBC ha cancellato la serie.